# Cumbres de la Ballena
Las Cumbres de la Ballena, también conocido como Las Cumbres, es una localidad uruguaya del departamento de Maldonado.

## Ubicación
La localidad se encuentra situada en la zona sur del departamento de Maldonado, próximo a la Laguna del Sauce. Se accede a ella desde la ruta 12.

## Descripción general
En su cima se puede apreciar una panorámica a ambos lados de las cumbres: hacia la Laguna del Sauce, se observa el cerro Pan de Azúcar, y hacia la Laguna del Diario, se ve la península de Punta del Este y la Isla Gorriti. 
En el ascenso se puede visitar el Parque de la Percepción y en la cumbre se encuentra un hotel construido por el arquitecto Iván Holjevac.

## Población
Según el censo de 2011 la localidad contaba con una población de 14 habitantes.
| 6             | 14 |
| (Fuente: INE) |    |